# Катастрофа A310 под Морони
Катастрофа A310 под Морони — крупная авиационная катастрофа, произошедшая во вторник ночью 30 июня 2009 года. Авиалайнер Airbus A310-324 авиакомпании Yemenia совершал плановый рейс IY 626 по маршруту Сана—Морони, но при заходе на посадку в пункте назначения в сложных погодных условиях рухнул в Индийский океан. Из находившихся на его борту 153 человек (142 пассажира и 11 членов экипажа) выжила только одна — 13-летняя пассажирка Байя Бакари.
Это вторая катастрофа самолёта компании «Airbus» за июнь 2009 года (первая — катастрофа A330 в Атлантике).

## Самолёт

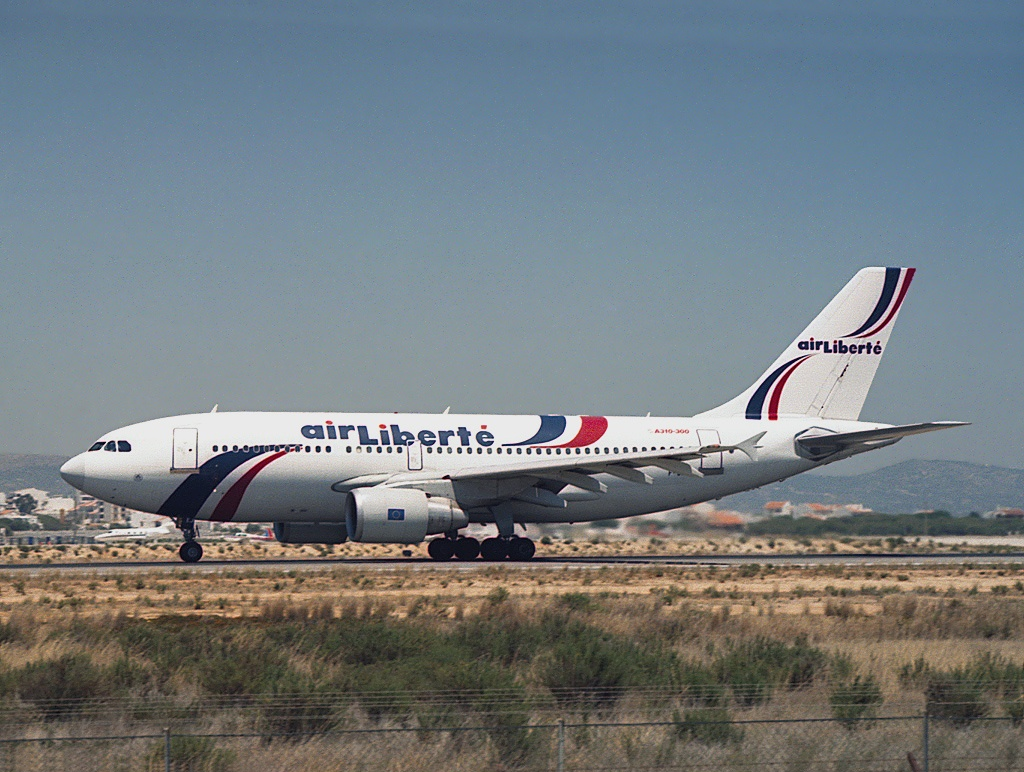
Разбившийся самолёт в 1995 году (в период эксплуатации в Air Liberte)

Airbus A310-324 (регистрационный номер 7O-ADJ, серийный 535) был выпущен в 1990 году (первый полёт совершил 23 марта под тестовым б/н F-WWCN). Оснащён двумя турбовентиляторными двигателями Pratt & Whitney PW4152. Принадлежал лизинговой компании «International Lease Finance Corporation (ILFC)» (борт N535KR). Эксплуатировался авиакомпаниями:
- Air Liberte (с 30 мая 1990 года по 8 февраля 1997 года, борт F-GHEJ),
- Aerocancun (с 8 февраля по 1 марта 1997 года и с 1 ноября 1997 года по 1 мая 1998 года, борт VP-BQU),
- Adorna Airways (с 1 марта по 1 ноября 1997 года, борт VP-BQU),
- Passaredo Linhas Aéreas (с 26 февраля 1998 года по 1 сентября 1999 года, борт PP-PSE).

1 сентября 1999 года был куплен авиакомпанией Yemenia и получил бортовой номер 7O-ADJ. На день катастрофы совершил 18 129 циклов «взлёт-посадка» и налетал 53 587 часов.

## Экипаж и пассажиры
Самолётом управлял опытный экипаж, его состав был таким:
- Командир воздушного судна (КВС) — 44-летний Халид Хаджэб (англ. Khalid Hajeb). Опытный пилот, в авиакомпании Yemenia проработал 20 лет и 2 месяца (с 12 апреля 1989 года). Управлял самолётом Boeing 727. В должности командира Airbus A310 — с августа 2005 года. Налетал 7936 часов, 5314 из них на Airbus A310.
- Второй пилот — 50-летний Али Атиф (англ. Ali Atif). Опытный пилот, в авиакомпании Yemenia проработал 29 лет и 5 месяцев (с 22 января 1980 года). Управлял самолётом De Havilland Canada DHC-7. В должности второго пилота Airbus A310 — с января 2004 года. Налетал 3641 час, 3076 из них на Airbus A310.

В салоне самолёта работали 8 бортпроводников.
Также на борту находился бортинженер Али Салэм (англ. Ali Salem), но он летел как служебный пассажир.
| Гражданство | Пассажиры | Экипаж | Всего |
| ----------- | --------- | ------ | ----- |
| Коморы      | 54        | 0      | 54    |
| Франция     | 26        | 0      | 26    |
| Йемен       | 1         | 5      | 6     |
| Эфиопия     | 1         | 1      | 2     |
| Марокко     | 0         | 2      | 2     |
| Индонезия   | 0         | 1      | 1     |
| Палестина   | 1         | 0      | 1     |
| Филиппины   | 1         | 2      | 3     |
| Канада      | 1         | 0      | 1     |
| Не указано  | 57        | 0      | 57    |
| Всего       | 142       | 11     | 153   |

## Хронология событий

### Предшествующие обстоятельства
Вечером 29 июня 2009 года Airbus A310-324 борт 7O-ADJ приземлился в аэропорту Саны, куда ранее прибыл рейс IY 749 Париж—Марсель—Сана (самолёт Airbus A330-200 той же авиакомпании Yemenia). В Сане пассажиры рейса 749, следовавшие далее на Коморские Острова, были пересажены на Airbus A310. Рейс IY 626 вылетел из Саны в 21:54 (18:54 UTC).

### Катастрофа
Рейс IY 626 рухнул в Индийский океан около северного побережья Коморских островов в нескольких километрах от аэропорта Принц Саид Ибрагим в Морони. Экипаж рейса 626 получил запрос диспетчера контрольного пункта и подтвердил заход на посадку, а вскоре метка рейса 626 пропала с экранов радаров. В неофициальном отчёте утверждалось, что самолёт разбился при прерванном заходе на посадку.
Незадолго до катастрофы в районе Коморских островов несколько дней были неблагоприятные погодные условия, нехарактерные для данного региона в летний сезон. Вследствие воздействия холодного циклона скорость ветра достигала до 64 км/час (17,8 м/с). Заместитель начальника гражданской авиации Йемена Мохаммед Абдул Кадер (англ. Mohammed Abdul Qader) заявил, что в момент захода рейса IY 626 на посадку скорость ветра достигала 61 км/ч.
Из 153 пассажиров и членов экипажа, находившихся на борту самолёта, выжила 1 пассажирка — 13-летняя Байя Бакари; девушка плавала в проливе Индийского океана на обломке самолёта в течение 9 часов, пока её не нашли спасатели. 23 июля 2009 года Бакари была выписана из больницы, где она проходила курс лечения от полученных в катастрофе травм средней тяжести. Ранее в прессе сообщалось об одном выжившем пилоте, однако информация не подтвердилась.
Йеменские представители сразу опровергли версию о возможной преднамеренной катастрофе. Катастрофа рейсом IY 626 стала третьим происшествием в истории гражданской авиации Йемена: первые два произошли вследствие столкновения на ВПП и обошлись без человеческих жертв; после одной из аварий один авиалайнер был списан.

### Поисковая операция

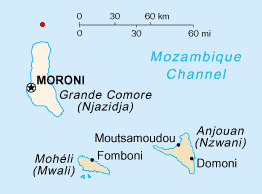
Карта разброса обломков рейса 626

После пропажи рейса 626 с радаров французскими властями была организована поисково-спасательная операция, так как представители Йемена заявили, что не владеют необходимой техникой для поиска самолёта в пространстве океана. Из Реюньона и Майотты были отправлены два военных вертолёта для поиска жертв и обломков авиалайнера в районе Коморских островов и северного побережья Мадагаскара. В первый день поисковой операции была найдена выжившая пассажирка Байя Бакари, а позднее на побережье острова Нгазиджа были найдены обломки лайнера и 5 тел погибших. После двух недель поисков на побережье острова Мафия были найдены 22 тела погибших, они были отправлены в больницу Дар-эс-Салама для опознания родственниками.
5 июля в ходе поисковой операции удалось обнаружить сигнал бортовых самописцев разбившегося самолёта. 15 июля на место катастрофы прибыли французские океанографические суда. Так как бортовые самописцы находились на большой глубине, для исследования подводной акватории и определения их точного местонахождения были использованы подводные роботы. 28 августа с глубины 1 200 метров был поднят параметрический самописец рейса 626, на следующий день (29 августа) был найден и поднят речевой самописец.

## Эвакуация тел погибших

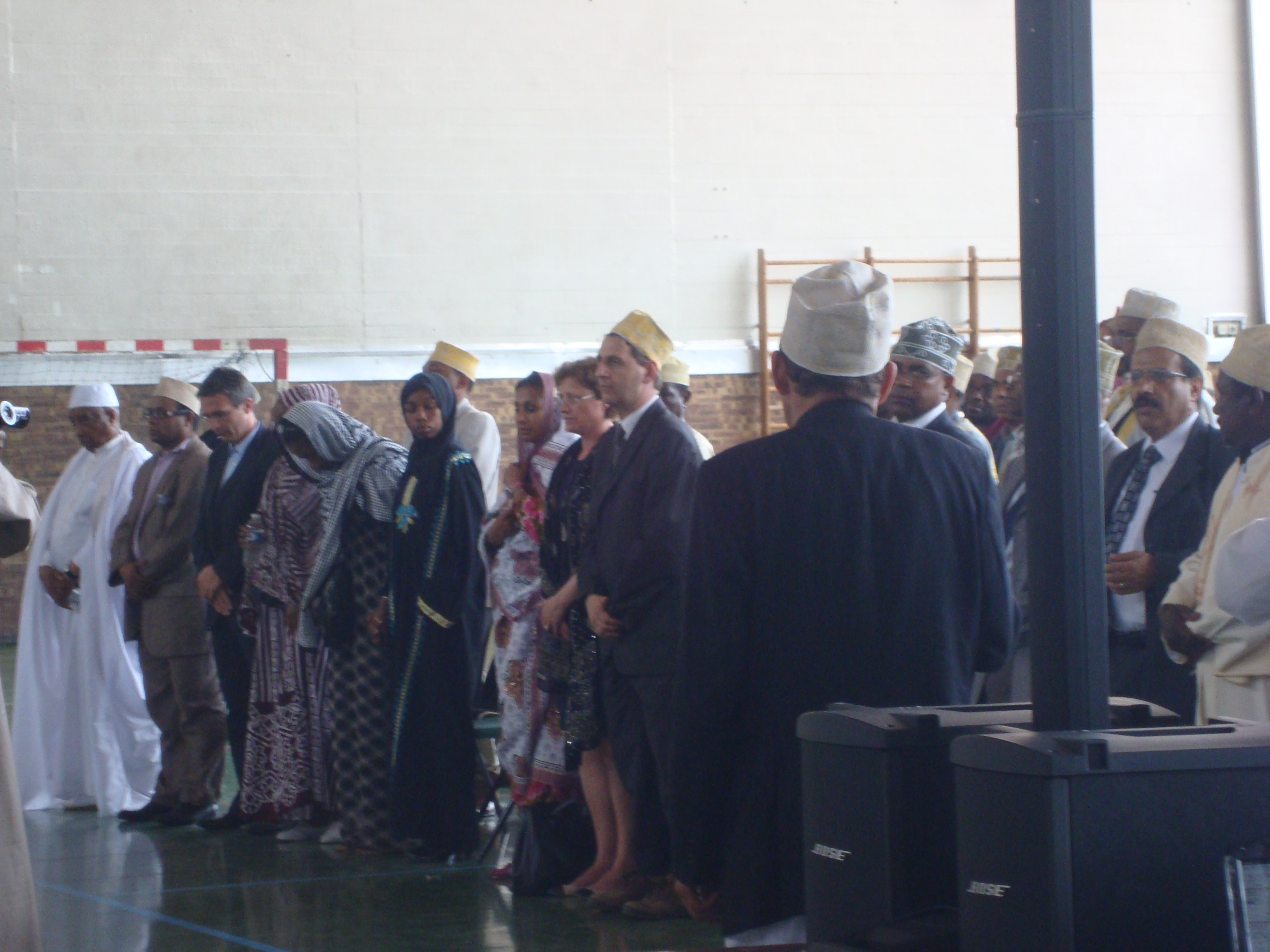
Байя Бакари (в центре, в одежде чёрного цвета) на годовщине катастрофы в Париже

Во вторник 1 декабря 2009 года в Сану были доставлены тела 8 членов экипажа рейса IY 626 — КВС, второго пилота и 6 бортпроводников (троих йеменцев, двух марокканцев и одного эфиопа). Тела марокканцев и эфиопа были отправлены для захоронения в Марокко и Аддис-Абебу соответственно. Тела бортинженера-пассажира и 3 бортпроводников (двух филиппинцев и одного индонезийца) так и не были найдены. 54 неопознанные жертвы катастрофы были похоронены в братской могиле в Морони.

## Расследование
Расследование причин катастрофы рейса IY 626 проводили специалисты ANACM — Национального агентства по расследованию происшествий в гражданской авиации Коморских островов. Французская сторона присоединилась к расследованию, отправив в Морони специалистов Бюро по расследованию и анализу безопасности гражданской авиации (BEA) и представителей компании «Airbus». Для выяснения возможных технических причин катастрофы власти Йемена сформировали команду специалистов, возглавляемую министром транспорта Йемена.
Расшифровать данные самописцев рейса 626 удалось не полностью, так как карты памяти обоих самописцев оказались повреждёнными вследствие коррозии  Архивная копия от 23 июля 2014 на Wayback Machine.
По предварительным выводам французской комиссии, главной причиной катастрофы стали ошибки экипажа, однако представители Йемена не согласились с таким заключением, посчитав его политически мотивированным. В ноябре 2009 года авиакомпания Yemenia заявила о необходимости присоединить к расследованию независимых экспертов и обвинила французскую сторону в необъективности. В 2011 году французские специалисты раскритиковали следственную комиссию Коморских островов, своевременно не предоставившую официальный отчёт по расследованию причин катастрофы.
Окончательный отчёт расследования ANACM был опубликован 25 июня 2013 года. Согласно отчёту, главной причиной катастрофы рейса IY 626 стали дезориентация и неправильные действия пилотов при заходе на посадку.
Дополнительные факторы:
- Сложные метеорологические условия: при заходе рейса 626 на посадку скорость ветра в аэропорту Морони достигала 61 км/час, что нехарактерно для Коморских островов в тёплый сезон.
- Недостаточная подготовка лётного экипажа авиакомпании Yemenia. Ни один из проверенных при расследовании документов не подтверждал, что экипаж прошёл необходимый курс обучения правилам визуального маневрирования по предписанной траектории («Visual Manoeuvring with Prescribed track»). Пилоты растерялись в стрессовой ситуации и при заходе на посадку допустили значительное падение скорости, что впоследствии привело к потере управления и сваливанию лайнера.
- Отсутствие реакции экипажа на автоматические сигналы GPWS о близости земли. GPWS выдала несколько предупреждений («SINK RATE!», «PULL UP!» и «TOO LOW TERRAIN») о необходимости набора высоты, но пилоты не предприняли активных действий, чтобы предотвратить падение самолёта в океан.

28 июня 2013 года в Париже родственники французских граждан, погибших в катастрофе рейса 626, организовали несколько демонстраций в знак несогласия с окончательным отчётом расследования.